# Nikolo Kocev
Nikolo Kocev (in bulgaro Николо Коцев?) (Sofia, 1960) è un polistrumentista, compositore e produttore discografico bulgaro, leader del gruppo Brazen Abbot.
Nei suoi dischi ha spesso collaborato con la sezione strumentale degli Europe (Mic Michaeli, John Leven e Ian Haugland) e con celebri cantanti della scena hardrock, come: Glenn Hughes, Joe Lynn Turner, Jorn Lande, Goran Edman e Tony Harnell.
Kocev nei suoi dischi suona chitarre, tastiere, piano, violino e percussioni; deve molto del suo stile all'hardrock degli anni settanta/ottanta, nel suo modo di comporre si può notare infatti una forte influenza di band quali: Deep Purple, Rainbow, Led Zeppelin, Black Sabbath.

## Discografia
Baltimoore
- Double Density (1992)
- Thought For Food (1994)

Brazen Abbot
- Live and Learn (1995)
- Eye of the Storm (1996)
- Bad Religion (1997)
- Nostradamus (2001)
- Guilty as Sin (2003)
- A Decade of Brazen Abbot (2004)
- My Resurrection (2005)

Solista (come Nikolo Kotzev)
- Nostradamus (2001)